# Dryfter (oceanografia)
Dryfter – dryfująca sonda oceanograficzna używana do pomiarów temperatury i zasolenia na powierzchni oceanu.

## Wyniki naukowe

### Cyklony tropikalne
Ze względu na to, że sondy są autonomiczne, można je wykorzystać do pomiarów w ekstremalnych warunkach meteorologicznych, dla przykładu do badania zmiany temperatury i zasolenia na powierzchni oceanu. Dryftery z globalnego programu sond dryfujących mogą mierzyć takie zmiany jeżeli znajdą się w zasięgu cyklonu tropikalnego. Dryftery wykorzystywane są też w systematyczny sposób do pomiarów Huraganu Frances – w czasie eksperymentu CBLAST 22 dryftery mierzyły temperaturę i prądy oceaniczne na powierzchni oceanu. Instrumenty zostały umieszczone w oceanie 31 sierpnia, 2004 z samolotu C-130, dodatkowe 7 dryfterów umieszczono w lipcu 2004.